# 小林克弘
小林 克弘（こばやし かつひろ、1955年 - ）は、日本の建築家・建築学者。首都大学東京教授。一級建築士。日本建築学会賞奨励賞、BCS賞など受賞。

## 概要
- 大学院在学中に竹山聖らと設計組織アモルフを設立。かつては設計組織アモルフ、小林克弘＋デザインスタジオに所属していた。
- 教育者としては各コンペティション入賞者を輩出するなど高い評価を得ている。

## 専門分野
建築デザイン、西洋建築史、近現代建築、ニューヨーク、景観デザイン、スカイスクレーパー、コンバージョン。
特に近年は西洋を中心としたコンバージョン建築のデザイン手法に関する研究に従事しており、その研究成果や発表論文数において国内トップの実績をもつ。

## 略歴
- 1977年 東京大学工学部建築学科卒業
- 1979年 東京大学大学院工学系研究科建築学専攻修士課程修了
- 1982-84年 コロンビア大学客員研究員
- 1985年 東京大学大学院工学系研究科建築学専攻博士課程修了、工学博士
- 1986年 東京都立大学 (1949-2011)工学部建築学科講師
- 1988年 東京都立大学工学部建築学科助教授
- 1998年 東京都立大学大学院工学研究科建築学専攻教授
- 現在　 首都大学東京大学院都市環境科学研究科建築学専攻教授

これまで、東京芸術大学大学院、筑波大学大学院、北海道大学大学院、東京理科大学、日本女子大学、東京電機大学、武蔵野美術大学などで、非常勤講師を務める。

## 主な作品
- 東京都臨海副都心清掃工場 - 日本建築業協会(BCS)賞
- 新潟みなとトンネル立坑入船みなとタワー・山の下みなとタワー
- オーベルジュルクロワートル
- 檀國大学
- トトロ幼稚舎
- モントリオールジャックカルティエ広場設計競技
- N-Cityコンセプトコンペ

## 受賞歴
- 1992年 日本建築学会奨励賞 - 「アールデコの摩天楼」
- 1995年 日本建築業協会(BCS)賞 - 東京都臨海副都心清掃工場
- 1999年 宮城県「木とのふれあい空間」デザインコンペ審査員特別賞 - トトロ幼稚舎
- 2002年 第9回NEG空間デザインコンペティション入選 - 新潟入船みなとタワー・山の下みなとタワー
- 2003年 全建賞（全日本建設技術協会賞）

## 著書
- 「アメリカ様式建築の華－マッキム、ミード、＆ホワイト」（単著）1988、丸善
- 「アール・デコの摩天楼」（単著）1991、鹿島出版会
- 「Space Design Series 10 高層」（共著）1994、新日本法規出版
- 「ニューヨーク　摩天楼都市の建築を辿る」（単著）1999、丸善
- 「建築構成の手法-比例・幾何学・対象・分節・深層と表層・層構成」（単著）2000、彰国社
- 「世界のコンバージョン建築」（共著）2008、鹿島出版会
- 「建築論事典」（共著）2008、彰国社
- 「建築転生　世界のコンバージョン建築Ⅱ」（共著）2013、鹿島出版会
- 「スカイスクレイパーズ: 世界の高層建築の挑戦」（共著）2015、鹿島出版会

その他多数